# DOES
DOES(일본어: ドーズ)는 DOES는 2000년에 결성된 일본의 스리피스 록 밴드이다. 2004년 일본에서 첫 싱글을 발표했으며, 2006년에 Ki/oon Records 라벨을 달았다.

## 멤버
- 우지하라 와타루(일본어: 氏原ワタル うじはら わたる[*]) - 리드 보컬, 기타
- 아카츠카 야스시(일본어: 赤塚ヤスシ あかつか やすし[*]) - 베이스 기타, 코러스
- 모리타 케사쿠(일본어: 森田ケーサク もりた けーさく[*]) - 드럼, 코러스

## 음반 목록

### 싱글
- 《내일이 올 거야》(일본어: 明日は来るのか) - 2006년 9월 6일
- 《붉은 일요일》(일본어: 赤いサンデー) - 2006년 11월 1일
- 《3월》(일본어: 三月) - 2007년 3월 21일
- 《수라》(일본어: 修羅) - 2007년 5월 16일
  - 애니메이션 은혼의 5기 엔딩
- 《지하(subterranean) 건달 블루스》(일본어: サブタレニアン・ベイビー・ブルース) - 2007년 10월 31일
- 《흐린 하늘(담천)》(일본어: 曇天) - 2008년 6월 18일
  - 애니메이션 은혼의 5기 오프닝
- 《태양은 다시 떠오른다》(일본어: 陽はまだ昇る) - 2008년 10월 22일
- 《도박 댄서》(일본어: バクチ·ダンサ-) - 2010년 4월 21일
  - 애니메이션 은혼의 극장판 오프닝
- 나루토 15기 오프닝(홍련)
- 《KNOW KNOW KNOW》 - 2016년 3월 2일
  - 애니메이션 은혼의 17기 오프닝

### 인디즈
- 《DOES》 - 2004년 3월 5일
- 《outside》 - 2005년 2월 20일
- 《fish for you》 - 2005년 6월 9일
- 《FISH FOR YOU #2》 - 2006년 3월 8일

### 앨범
- 《NEWOLD》 - 2006년 11월 8일
- 《Subterranean Romance》 - 2007년 11월 18일
- 《The World's Edge》 - 2009년 4월 9일
- 《MODERN AGE》 - 2010년 12월 15일